# Monterde de Albarracín
Monterde de Albarracín is een gemeente in de Spaanse provincie Teruel in de regio Aragón met een oppervlakte van 45,21 km². Monterde de Albarracín telt 66 inwoners (1 januari 2016).

## Demografische ontwikkeling
Bron: INE, 1857-2011: volkstellingen